# Johann Michael Fischer

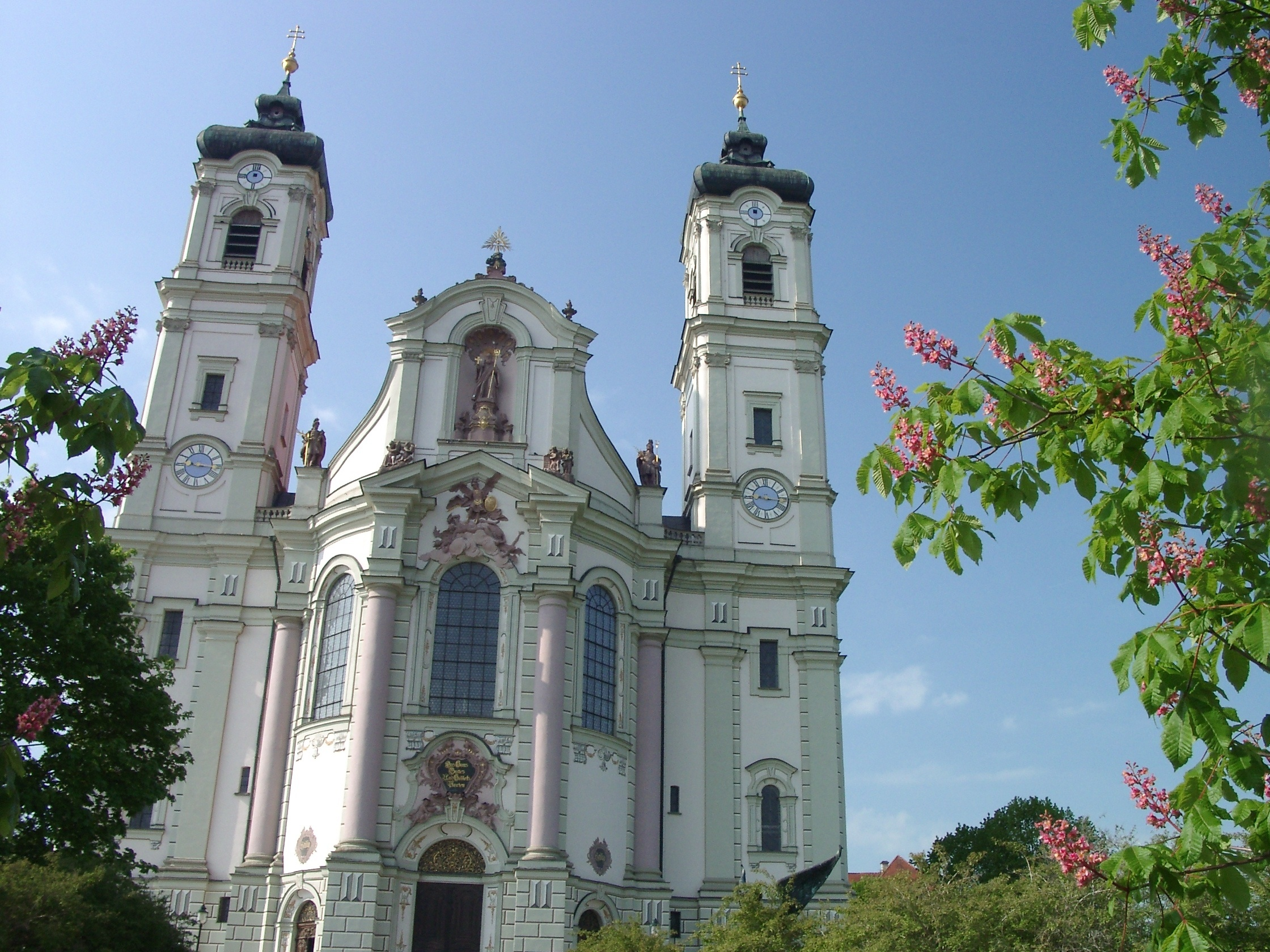
Fasada bazyliki w Ottobeuren

Johann Michael Fischer (ur. 18 lutego 1692 w Burglengenfeld, zm. 6 maja 1766 w Monachium) – niemiecki architekt tworzący w nurcie późnego baroku i rokoko, działający głównie w Bawarii.

## Życiorys
Po zdobyciu zawodu murarza, udał się w 1715 na wędrówkę przez Czechy do Brna na Morawach, gdzie praktykowało wielu młodych adeptów sztuki murarskich z Niemiec i Austrii, by zdobyć wiedzę na temat baroku austriackiego. W 1718–1719 Fischer został polierem monachijskiego murarza miejskiego (niem. Stadtmaurermeister) Johanna Mayra. W 1721 otrzymał pierwsze zlecenie na budowę stajni przy pałacu Lichtenberg koło Landsberga nad Lechem w Bawarii. W 1723 otrzymał prawa mistrzowskie (niem. Meisterrechte). W 1724 poślubił córkę Mayra, Marię Reginę. Współpracując z Johannem Mayrem i Johannem Baptistą Gunetzrhainerem prowadził wiele budów, m.in. kościoła w austriackim Schärding nad rzeką Inn (1725). Rozwinął własny styl, inspirowany architekturą austriacką i włoską, m.in. kościołami Giovanniego Antonia Viscardiego na terenie Starej Bawarii i Górnego Palatynatu. François de Cuvilliés wtajemniczył go w arkana francuskiej architektury barokowej. Fischer budował głównie dla zgromadzeń zakonnych zlokalizowanych w Bawarii i Austrii, wznosząc kościoły przyklasztorne, m.in. w Ottobeuren, Dießen am Ammersee czy Rott am Inn. 
Na grobie architekta w monachijskim kościele Najświętszej Maryi Panny znajduje się inskrypcja informująca, ze wzniósł on 32 kościoły i 22 klasztory.

## Wybrane dzieła
- 1727–1737 – kościół św. Anny w Lehel w Monachium[6]
- 1732–1739 – kościół klasztoru augustianów w Dießen am Ammersee[6]
- 1737–1767 – kościół opactwa benedyktynów w Ottobeuren[6]
- 1739–1753 – kościół opactwa benedyktynów w Zwiefalten[7]
- 1751–1752 – kaplica św. Anastazji w kościele przy klasztorze Benediktenbeueren[8]
- 1759–1763 – kościół klasztoru benedyktynów w Rott am Inn[6]